# Vaudrey
Cet article concerne la commune de Vaudrey. Pour les autres significations, voir Vaudrey (homonymie).
Vaudrey est une commune française située dans le département du Jura, dans la région culturelle et historique de Franche-Comté et la région administrative Bourgogne-Franche-Comté.
Ses habitants sont appelés les Vaudrions et Vaudriones.

## Géographie
Le territoire est limité, au nord, par Montbarrey ; au sud, par Aumont ; à l’est, par Ounans et la Ferté, à l’ouest, par Mont-sous-Vaudrey, dont il est séparé sur une grande longueur par le ruisseau de l’Hameçon. Les baraques du Bois de Vaudrey, Chez Mathieu, le château et la Vendée sont des hameaux ou maisons isolées qui font partie de la commune.
À 246 m d'altitude, Vaudrey se déploie sur le penchant d’un coteau qui s’incline sur la rive gauche de la Cuisance et domine le val d’Amour. La forêt de Chaux, des plaines agricoles, des nappes de verdure, des rivières sinueuses, de nombreux villages, de vieilles tours en ruines, des montagnes se perdant dans un lointain nébuleux, offrent les perspectives à ce village.

### Climat
Pour des articles plus généraux, voir Climat de la Bourgogne-Franche-Comté et Climat du département du Jura.
En 2010, le climat de la commune est de type climat des marges montargnardes, selon une étude du Centre national de la recherche scientifique s'appuyant sur une série de données couvrant la période 1971-2000. En 2020, Météo-France publie une typologie des climats de la France métropolitaine dans laquelle la commune est exposée à un climat semi-continental et est dans la région climatique  Jura, caractérisée par une forte pluviométrie en toutes saisons (1 000 à 1 500 mm/an), des hivers rigoureux et un ensoleillement médiocre. 
Pour la période 1971-2000, la température annuelle moyenne est de 10,7 °C, avec une amplitude thermique annuelle de 17,3 °C. Le cumul annuel moyen de précipitations est de 1 095 mm, avec 12,5 jours de précipitations en janvier et 9 jours en juillet. Pour la période 1991-2020, la température moyenne annuelle observée sur la station météorologique de Météo-France la plus proche, « Colonne », sur la commune de Colonne à 11 km à vol d'oiseau, est de 11,7 °C et le cumul annuel moyen de précipitations est de 1 170,0 mm. 
La température maximale relevée sur cette station est de 40,3 °C, atteinte le 7 août 2003 ; la température minimale est de −18 °C, atteinte le 12 janvier 1987,,. 
Les paramètres climatiques de la commune ont été estimés pour le milieu du siècle (2041-2070) selon différents scénarios d'émission de gaz à effet de serre à partir des nouvelles projections climatiques de référence DRIAS-2020. Ils sont consultables sur un site dédié publié par Météo-France en novembre 2022.

## Urbanisme

### Typologie
Au 1er janvier 2024, Vaudrey est catégorisée bourg rural, selon la nouvelle grille communale de densité à sept niveaux définie par l'Insee en 2022.
Elle est située hors unité urbaine et hors attraction des villes,.

### Occupation des sols
L'occupation des sols de la commune, telle qu'elle ressort de la base de données européenne d’occupation biophysique des sols Corine Land Cover (CLC), est marquée par l'importance des territoires agricoles (49,3 % en 2018), une proportion sensiblement équivalente à celle de 1990 (49,9 %). La répartition détaillée en 2018 est la suivante : 
forêts (46,9 %), terres arables (30,7 %), zones agricoles hétérogènes (9,5 %), prairies (9,2 %), zones urbanisées (3,8 %). L'évolution de l’occupation des sols de la commune et de ses infrastructures peut être observée sur les différentes représentations cartographiques du territoire : la carte de Cassini (XVIIIe siècle), la carte d'état-major (1820-1866) et les cartes ou photos aériennes de l'IGN pour la période actuelle (1950 à aujourd'hui).

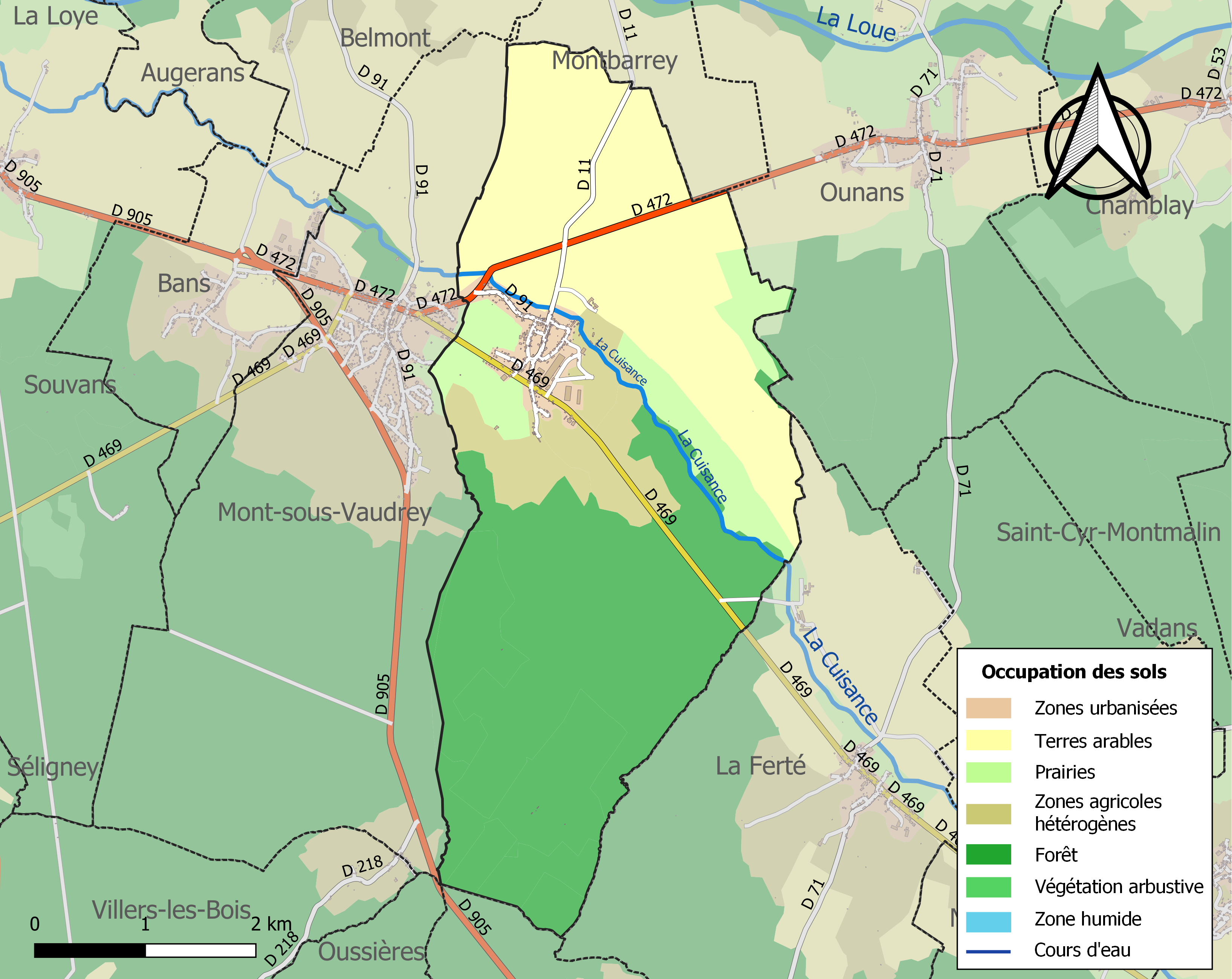
Carte des infrastructures et de l'occupation des sols de la commune en 2018 (CLC).

## Histoire
Jusqu’à la conquête définitive de la Franche-Comté par la France, donc jusqu’en 1678, avec le traité de Nimègue, Vaudrey est un village deux fois plus gros que Mont. En effet, en 1614, on compte 100 feux (environ 600 âmes) à Vaudrey alors qu’on ne compte que 53 feux (environ 300 âmes) à Mont… Pop. : 1790 : 678 hab ; 1846 : 703 hab ; 1851 : 691 hab. [réf. nécessaire]
À cette époque, comme antérieurement, il y a bac à Montbarrey, bac et parfois pont de bois à Belmont, mais ce dernier passage est toujours beaucoup plus fréquenté que le premier, car pour aller du bailliage d’Aval à celui de Dole, on fait halte à Poligny, véritable capitale de celui-là, et, depuis cette ville, on atteint directement Dole par Tourmont, Aumont, Mont, Belmont et le Loye.[réf. nécessaire]
Avant la division de la France en départements (1790), Vaudrey et Mont faisaient partie du bailliage d’Aval et du ressort de Dôle, dans la Franche-Comté de Bourgogne. Ces villages appartinrent à l’archevêché de Besançon et au décanat de Dôle jusqu’en 1822, date de la création du diocèse de Saint-Claude, ayant la même étendue que le département du Jura et la cure de Mont devint alors la principale du canton où elle se trouvait. Jadis, les curés de Vaudrey et de Mont étaient à la nomination du prieuré de Joube. Le seigneur de Vaudrey et celui de Mont nommaient chacun à une des chapelles existant dans l’église de ces lieux. Jusqu’en 1822, Bans appartint à la paroisse de Souvans. On voyait encore en 1750 une chapelle dans le premier de ces villages ; elle fut, sans doute, détruite par un incendie.[réf. nécessaire]
En 1790, la population de Mont a doublé, puisqu’elle était alors de 712 âmes. Cette année-là, Mont est le chef-lieu d’un canton composé de Vaudrey, Bans, Souvans et Seligney, mais il est remplacé en 1801 par le canton de Montbarrey. Jusqu’en 1841, le nombre des habitants de Mont ne cesse pas de s’accroître et il est, à cette date, de 1291. Il se maintient, à peu près tel que, les 10 années suivantes, mais ensuite il baisse constamment et, après être descendu à 1000 en 1876, il n’est plus que de 722 en 1942. Quant à Vaudrey, sa population qui, en 1790 est de 678 habitants, s’accroît également jusqu’en 1842 où l’on compte 780 âmes ; puis elle diminue sans cesse, à tel point que ce village n’en contient plus que 392, en 1942.[réf. nécessaire]

## Politique et administration
| Période   | Période   | Identité               | Étiquette | Qualité     |
| --------- | --------- | ---------------------- | --------- | ----------- |
| juin 1995 | mars 2008 | Rémi Gauthier          |           |             |
| mars 2008 | mars 2014 | Jean-Marie Appointaire |           |             |
| mars 2014 | En cours  | Virginie Pate          | HOR       | Professeure |

## Démographie
L'évolution du nombre d'habitants est connue à travers les recensements de la population effectués dans la commune depuis 1793. Pour les communes de moins de 10 000 habitants, une enquête de recensement portant sur toute la population est réalisée tous les cinq ans, les populations de référence des années intermédiaires étant quant à elles estimées par interpolation ou extrapolation. Pour la commune, le premier recensement exhaustif entrant dans le cadre du nouveau dispositif a été réalisé en 2008.

En 2022, la commune comptait 351 habitants, en évolution de −9,54 % par rapport à 2016 (Jura : −0,81 %, France hors Mayotte : +2,11 %).
| 1793 | 1800 | 1806 | 1821 | 1831 | 1836 | 1841 | 1846 | 1851 |
| ---- | ---- | ---- | ---- | ---- | ---- | ---- | ---- | ---- |
| 666  | 698  | 723  | 708  | 741  | 776  | 728  | 729  | 719  |

| 1856 | 1861 | 1866 | 1872 | 1876 | 1881 | 1886 | 1891 | 1896 |
| ---- | ---- | ---- | ---- | ---- | ---- | ---- | ---- | ---- |
| 670  | 654  | 648  | 561  | 587  | 533  | 492  | 497  | 495  |

| 1901 | 1906 | 1911 | 1921 | 1926 | 1931 | 1936 | 1946 | 1954 |
| ---- | ---- | ---- | ---- | ---- | ---- | ---- | ---- | ---- |
| 481  | 473  | 463  | 424  | 429  | 396  | 392  | 386  | 330  |

| 1962 | 1968 | 1975 | 1982 | 1990 | 1999 | 2006 | 2008 | 2013 |
| ---- | ---- | ---- | ---- | ---- | ---- | ---- | ---- | ---- |
| 305  | 306  | 330  | 282  | 289  | 319  | 361  | 373  | 394  |

| 2018 | 2022 | - | - | - | - | - | - | - |
| ---- | ---- | - | - | - | - | - | - | - |
| 357  | 351  | - | - | - | - | - | - | - |

## Culture et patrimoine

### Lieux et monuments
- Église : elle date du XIIIe siècle. La chapelle latérale droite contient les tombes des seigneurs de Vaudrey. Celle de gauche est dédiée à saint Georges. L'église est située dans le Diocèse de Saint-Claude, desservie par la Paroisse Saint Sébastien du Val d'Amour.
- Moulin à eau : datant également du XIIIe siècle[18], il s'agit du dernier moulin à eau de Franche-Comté[19]. Toujours en activité, le moulin du Val d'Amour produit des farines bio et il est possible de le visiter[20].

### Personnalités liées à la commune
- Jean-Baptiste de la Baume-Montrevel (1593-1641), gouverneur de la Franche-Comté, seigneur de Vaudrey.

### Héraldique
|  | Les armes de la commune se blasonnent ainsi : Parti : au premier coupé émanché de gueules et d'argent de deux pièces, au second d'azur à la fasce d'or accompagnée en chef d'un croissant cousu de sable. |

## Sources